# Хоум Бокс Офис
Хоум Бокс Офис или само Ейч Би Оу (на английски: HBO, абревиатура от Home Box Office, в превод „Домашен боксофис“, чете се хоум-бокс-офис, прибл. произношение на съкращението: ейч-би-оу) е платена американска кабелна и спътникова телевизионна мрежа, филиал на медийната компания Уорнърмедия.

## За Ейч Би Оу
Ейч Би Оу е подразделение на Уорнърмедия от 1990 г. и осъществява предаванията си по две телевизионни мрежи: Ейч Би Оу и Синемакс. Аудиторията на HBO в САЩ надхвърля 40 млн. абоната. За първи път HBO започва да излъчва на 8 ноември 1972 г. в град Уилкс Баре, щат Пенсилвания, САЩ). В Америка HBO е водеща ТВ мрежа, предлагаща базови и платени развлекателни ТВ канали за кабелни „Direct-to-Home“ и „MMDS“ платформи. Предаванията, произведени от Ейч Би Оу (преди всичко TV сериалите) са закупени от повече от 150 страни. Подразделения на HBO и съвместни предприятия с нейно участие излъчват в над 50 страни по света. HBO, заедно с останалите си канали и услугите си по поръчка, излъчват премиерни филми, оригинални продукции, ексклузивни събития, филми-класики, фестивални заглавия, както и заглавия от международното и европейско кино.
Ейч Би Оу е единият от двата най-големи телевизионни канала в САЩ, организиращи и транслиращи състезания по бокс. Главният конкурент на Ейч Би Оу в САЩ е телевизионният канал Showtime.

## Телевизионната продукция на HBO
Сред продукцията на HBO най-известни са TV сериалите. Много от тях са станали лауреати на телевизионни награди и са получили положителни оценки от критиката. Така например, списание „Time“ пише, че „HBO се специализира в умни, рисковани сериали, разглеждащи мрачните страни на американската действителност“.

## HBO Europa
HBO Europa е подразделението на HBO за Централна и Източна Европа, притежавано от Home Box Office Inc., подразделение на Time Warner. HBO Europa създава базови и платени ТВ канали в 14 държави в региона, включително: Унгария, Чехия, Словакия, Полша, Румъния, България, Молдова, Словения, Хърватия, Сърбия, Косово, Черна Гора, Северна Македония, Босна и Херцеговина. Групата на HBO Europa включва пет филмови канала (HBO, HBO 2, HBO 3, Cinemax и Cinemax 2), както и версии в HD формат на картината към всеки един от каналите. Групата включва и две платформи за „видео по поръчка“ – HBO On Demand (за цифрова телевизия) и HBO GO (интернет платформа). Централата на НBO Europa се намира в Будапеща, Унгария.

## Виж също
- Списък с оригиналните предавания на „Ейч Би О“